# SS Winfield Scott
SS „Winfield Scott” – amerykański bocznokołowy statek o napędzie parowym, służący do przewozu pasażerów i towarów pomiędzy San Francisco a Panamą na początku lat 50. XIX wieku, w czasie kalifornijskiej gorączki złota. Wieczorem 1 grudnia 1853 roku, płynąc w gęstej mgle, jednostka uderzyła w brzeg wyspy Middle Anacapa u wybrzeża południowej Kalifornii. Wszyscy pasażerowie i załoga, łącznie 450 osób, przeżyli, ale statek został zniszczony.
Wrak „Winfield Scott” był obiektem kilku nieudanych prób podniesienia, a obecnie spoczywa pod wodą jako część Channel Islands National Park i Channel Islands National Marine Sanctuary. Miejsce rozbicia się jednostki jest umieszczone na liście National Register of Historic Places – Narodowego Rejestru Miejsc Historycznych.

## Historia

### Kalifornijska gorączka złota
Odkrycie złota w Sutter’s Mill w 1848 roku spowodowało, że do końca lat 50. XIX wieku tysiące ludzi chciało przybyć do Kalifornii w poszukiwaniu fortuny. Ponieważ nie istniały jeszcze ani Kanał Panamski, ani Pierwsza Kolej Transkontynentalna, ludzie emigrujący do Kalifornii ze wschodniej części Stanów Zjednoczonych mieli trzy główne drogi. Pierwszą było podróżowanie lądem, co było drogim i niebezpiecznym sposobem. Drugą było przebycie 14 000 mil morskich drogą wodną dookoła Ameryki Południowej. Była to bardziej atrakcyjna, ale także trudna podróż z powodu niebezpiecznego przejścia przez Cieśninę Drake’a. Poza niebezpieczeństwami niedogodnością tej podróży było to, że trwała około sześciu miesięcy.
Trzecia trasa wiodła przez dżunglę Przesmyku Panamskiego, a następnie drogą morską z portów południowego wybrzeża Panamy do Kalifornii. To skracało o połowę długość rejsu, jednak statki pasażerskie na trasie Panama – San Francisco nie były liczne. W rezultacie wielu chętnych czekało miesiącami na zakończenie drugiej części podróży. By zaspokoić rosnące zapotrzebowanie na przewóz pasażerów z Panamy do Kalifornii zbudowano wiele jednostek.

### Budowa i służba
„Winfield Scott” (wcześniejsza nazwa „Placer”) został zbudowany przez firmę stoczniową Westervelt and MacKay z Nowego Jorku. Budowę tej posiadającej trzy maszty i cztery pokłady jednostki zakończono w marcu 1850 roku; nazwa pochodziła od nazwiska generała armii amerykańskiej Winfielda Scotta. Ceremonia wodowania odbyła się 22 października 1850 roku. W ogłoszeniu z 20 października zamieszczonym w „New York Herald” twierdzono, iż „[...] żadne oszczędności nie zostały poczynione kosztem siły, bezpieczeństwa i prędkości”.
Parowiec, nabyty przez firmę Davis, Brooks and Company, początkowo pływał na linii Nowy Jork – Nowy Orlean. W 1852 roku właścicielami jednostki została firma New York and San Francisco Steamship Company Line, a statek dotarł do San Francisco 28 kwietnia 1852 roku. Tam rozpoczął przewożenie chętnych na linii panamskiej (pomiędzy Panamą i San Francisco). Po upadku New York and San Francisco Steamship Company Line (która została przemianowana z New York and California Steamship Company w maju 1853 roku) właścicielami jednostki została 8 lipca firma Pacific Mail Steamship Company, jednak zadania statku pozostały te same.

### Ostatnia podróż
„Winfield Scott” kierując się do Panamy, opuścił San Francisco rankiem 1 grudnia 1853 roku. Poza ładunkiem pasażerów i załogą przewoził także transport złotych sztabek wartych około dwóch milionów dolarów. Prędkość statku została ograniczona wieczorem, gdy rozpoczęto naprawy przeciekającego kotła, ale wkrótce wrócił do pełnej prędkości. Późnym wieczorem kapitan Simon F. Blunt wprowadził jednostkę w kanał Santa Barbara, by zaoszczędzić czas. Blunt znał dobrze kanał, pomagał badać ten obszar kilka lat wcześniej.
Około godziny 23 statek wszedł w gęstą mgłę i poruszając się w niej, wpłynął na brzeg wyspy Middle Anacapa (około 400 mil od portu docelowego). Prędkość parowca w chwili wypadku została określona na 10 węzłów. Najpierw uderzył w wyspę dziobem, a gdy kapitan Blunt próbował wycofać się, został zniszczony ster statku. Gdy jednostka zaczęła nabierać wody i nie można było nią sterować, wszystkim ludziom na pokładzie nakazano udanie się na ląd. Ewakuacja trwała około dwie godziny i ocaleni spędzili pierwszą noc, obozując na wierzchołku skały o rozmiarach 46 x 23 metry (50 × 25 jardów). Następnego dnia przenieśli się na większy obszar lądu na wyspie.
Jeden z pasażerów, Asa Cyrus Call, wspominał „straszny wstrząs i dźwięk niszczonego drewna. Wybiegłem na pokład, gdzie moją uwagę zwróciła ściana klifów, których szczyty były ukryte w mgle i ciemnościach. Wyglądały jakby miały spaść i zmiażdżyć nas. Wszędzie dookoła było słychać dźwięki fal rozbijających się o niewidoczne skały”.
2 grudnia parowiec „California” wracający do San Francisco z Panamy został zaalarmowany o obecności rozbitków z wraku ogniem dział. Statek przyjął na pokład kobiety i dzieci, a także ładunek złotych sztabek. 9 grudnia parowiec wrócił, aby uratować pozostałych pasażerów. Załoga pozostała, by odzyskać tyle przesyłek pocztowych i bagaży pasażerów, ile to możliwe. „Winfield Scott” był jednak zbyt mocno uszkodzony i pozostał na wodach kanału.

## Wrak

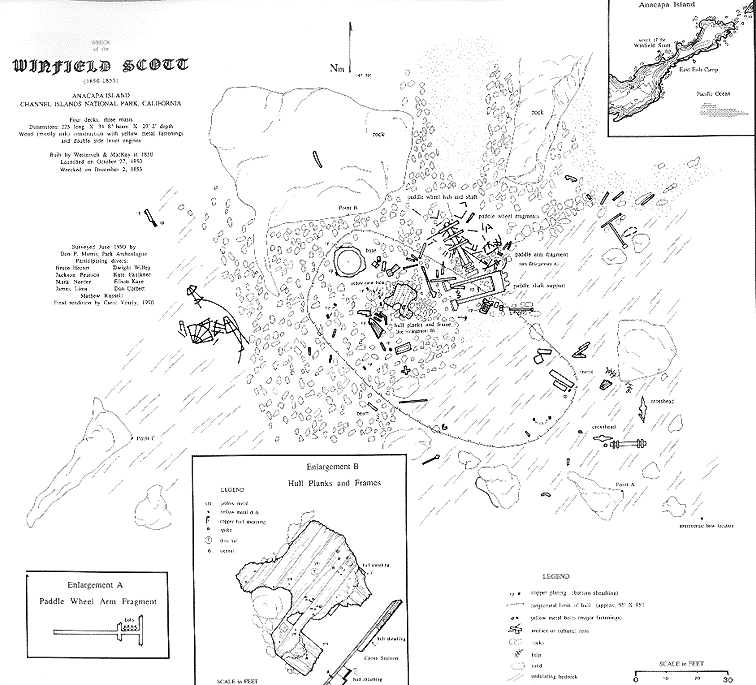
Mapa z zaznaczonym miejscem katastrofy

Szczątki statku znajdują się na głębokości 25–30 stóp (mniej niż 10 metrów) w wodach Channel Islands National Park i Marine Sanctuary. Miejsce katastrofy zweryfikowano w 1981 roku i zarejestrowano w National Register of Historic Places siedem lat później. Jest obecnie chronione przez prawo federalne i stanowe Kalifornii, które zabraniają nurkom zabierania jakichkolwiek części wraku.
Operację wydobywczą zorganizowano w 1894 roku przy pomocy statku „San Pedro”. Wydobyto wiele żelaznych elementów maszynowni i setki części miedzianych. Kolejna operacja wydobywcza w czasie II wojny światowej wydobyła kolejną porcję żelaznych i mosiężnych części potrzebnych jako źródła surowców.
Szczątki statku są uważane za ważne z perspektywy historycznej, ponieważ są namacalnym przykładem budownictwa statków z połowy XIX wieku. Pomimo tego, że większość drewnianego kadłuba została zniszczona przez czas, część maszynowni pozostała względnie nietknięta.
Pomiędzy 1853 a 1980 rokiem udokumentowano ponad 140 wraków w Channel Islands National Park Marine Sanctuary. W grudniu 2000 roku dwadzieścia z nich zostało zlokalizowanych. Zmienne prądy i warunki pogodowe w tym rejonie sprawiają, że jest to niebezpieczne miejsce do nawigacji.

## Po katastrofie

### Znak nawigacyjny
Krótko po katastrofie U.S. Coast and Geodetic Survey zarekomendowało umieszczenie stałej latarni na wyspie Anacapa. Z powodu braku funduszy instalacja (bezobsługowy reflektor acetylenowy na pięćdziesięciostopowej wieży) nie została zbudowana aż do 1912 roku. Wieża została zastąpiona latarnią dwadzieścia lat później.

### Wpływ na środowisko naturalne
Jednym z długofalowych efektów katastrofy "Winfielda Scotta" było sprowadzenie do lokalnego ekosystemu Channel Islands szczura śniadego. Zwierzęta te znacząco zachwiały jego równowagą na wyspie Anacapa i są nadal problemem na wyspie San Miguel. Szczury zostały skutecznie usunięte z Anacapy w 2003 roku, w czasie kontrowersyjnego programu, w skład którego wchodziło zrzucanie z samolotów trutki na szczury. Była to pierwsza taka akcja w Stanach Zjednoczonych. Program kosztował około miliona dolarów.